# Замбрівський повіт
Замбрівський повіт (пол. powiat zambrowski) — один з 14 земських повітів Підляського воєводства Польщі.
Утворений 1 січня 1999 року в результаті адміністративної реформи.

## Загальні дані
Адміністративний центр — місто Замбрів.
Станом на 1.01.2008 населення становить 44 681 осіб, площа 733,1 км².

## Демографія
Демографічні дані повіту станом на 30.06.2005:
|       | Всього | Всього | Жінки  | Жінки | Чоловіки | Чоловіки |
| ----- | ------ | ------ | ------ | ----- | -------- | -------- |
|       | осіб   | %      | осіб   | %     | осіб     | %        |
| Повіт | 44 994 | 100    | 22 640 | 50,3  | 22 354   | 49,7     |
| Міста | 22 859 | 100    | 11 826 | 51,7  | 11 033   | 48,3     |
| Села  | 22 135 | 100    | 10 814 | 48,9  | 11 321   | 51,1     |